# 圣普罗科皮奥
圣普罗科皮奥（義大利語：San Procopio），是意大利雷焦卡拉布里亚省的一个市镇。总面积10平方公里，人口573人，人口密度57.3人/平方公里（2009年）。ISTAT代码为080076。